# Volomite
Volomite, född 1926 på Walnut Hall Farm i Lexington i Kentucky, död 6 januari 1954 på Walnut Hall Farm i Lexington i Kentucky, var en amerikansk standardhäst. Han är ansedd som en av de viktigaste avelshingstarna inom utvecklingen av den amerikanska standardhästen.

## Historia
Volomite föddes 1926 på  Walnut Hall Farm i Lexington i Kentucky, efter Peter Volo och undan Cita Frisco. Hans mormors mor, Esther, var ett engelskt fullblod, och det var inte ovanligt att korsa fullblod med travare under sent 1880-tal. Som ettåring såldes han på auktion för 5 800 dollar till Thomas D. Taggert från Laurel Hall Farm, och sattes därefter i träning hos Walter Cox.
Volomites tävlingskarriär med Walter Cox blev kort. Som tvååring segrade han i Junior Kentucky Futurity, och tog endast 4 segrar på 15 starter. Som treåring 1929 blev han den första treåringen som någonsin varit med i Charter Oak Stakes och även segrat. I både Hambletonian Stakes och Kentucky Futurity blev Volomite slagen av stallkamraten Walter Dear. Som treåring slog han dock rekord med tiden 2:03 1/4 (1.16,6).
I slutet av 1929 anmäldes Volomite till Old Glory Sale i Madison Square Garden i New York. Amerika hade precis skakats av Wall Street-kraschen, vilket gjorde att utländska köpare lockades att köpa hästar på auktionen. Volomite såldes dock till Walnut Hall Farm igen för 13 500 dollar.

### Avelskarriär
Som avelshingst blev Volomite genast ifrågasatt, då han var liten i växten, och underlägsen stallkamraten Walter Dear på tävlingsbanan. Hans far Peter Volo, och hans farfar, San Francisco, var fortfarande var aktiva avelshingstar på Walnut Hall Farm.
Volomite avlade fram travstona Princess Peg och Tara, som båda slog världsrekord som treåringar 1934. Volomite lyckades under de nästkommande 15 säsongerna (förutom en säsong) ge en champion i varje kull. Volomite avlade även fram passgångare, men det var hans travande avkommor som gjorde honom mest berömd. Volomite är far till bland annat Volo Song och Victory Song och Worthy Boy, som alla blev betydande avelshingstar. Från Worthy Boy kom Star's Pride som blev en ledande avelshingst bland Hambletonianvinnare, bland dem Super Bowl och Nevele Pride. Från Victory Song kom Noble Victory och slutligen Mack Lobell, Balanced Image och Garland Lobell. 
Volomite avled vid en ålder av 28 år den 6 januari 1954 på Walnut Hall Farm i Lexington i Kentucky.